# 塚原道夫
塚原 道夫（つかはら みちお、1951年 - ）は、日本のランドスケープアーキテクト。
株式会社塚原緑地研究所 代表取締役、技術士、造園施工管理技士、公園管理運営士、市民農園コーディネーター、樹木医、環境カウンセラー、みどりの計画・設計のほかに、市民活動のコーディネート、多くの公共施設の指定管理者等として活躍。一般社団法人ランドスケープコンサルタンツ協会 広報委員長や日本道路公団、国土交通省、千葉県などの諸委員会委員など歴任。NPO法人樹の生命を守る会理事。

## 経歴
栃木県鹿沼市出身。東京農工大学農学部出身。
千葉ポートタワー指定管理などの「千葉港地区における公園からの賑わいづくり」で、2017年CLA賞マネジメント部門奨励賞受賞。
2018年、第40回日本公園緑地協会北村賞受賞。